# Puls 24
Puls 24 (Eigenschreibweise: PULS 24) ist ein österreichischer Privatfernsehsender im Besitz der ProSiebenSat.1 Media SE. Die Frequenz des Senders wurde am 1. August 2019 aufgeschaltet. Vorerst wurde eine Hinweistafel gezeigt, später aber auch kurze Trailer, die schon einen Einblick ins Programm geben sollen. Offizieller Sendestart war am 1. September 2019 um 19:00 Uhr.
Puls 24 sendet ausschließlich in HD und wie die allermeisten österreichischen Sender grundverschlüsselt; im ersten Jahr seines Bestehens war er frei empfangbar. Der Slogan des Senders lautet Life is Live.

## Geschichte

Logo von 2019 bis 2022

Bereits 2016 ging die ProSiebenSat.1 Media SE mit einem Nachrichtensender in Österreich an den Start. Sendestart des Nachrichtensenders 4NEWS war am 20. Oktober 2016. Jedoch unterschied sich der Sender 4NEWS gänzlich von Puls 24, denn er war nur ein HbbTV-Sender. Das bedeutet, dass dieser sozusagen wie eine App war. Der Zuschauer benötigte zum Empfang des Senders 4NEWS einen HbbTV-fähigen Fernseher mit Internetverbindung. Markus Bacher, Direktor Distribution: "Nach dem Start der gleichnamigen App starten wir nun mit "4NEWS" den angekündigten 4NEWS-Fernsehsender über den etablierten HbbTV-Standard. Damit bieten wir unseren Usern ein 24 Stunden Newsangebot. Zusätzlich ist die Contentmarke "4NEWS" bereits in die Sender Puls 4 und Kabel eins Doku Austria linear integriert."
Mit dem neuen HbbTV-Sender bot ProSiebenSat.1 Puls 4 Werbekunden einen weiteren innovativen Vermarktungskanal, um digitale Kampagnen auf das TV-Gerät zu verlängern.
Heute ist 4NEWS jedoch nicht mehr im TV zu sehen, er wurde höchstwahrscheinlich irgendwann im Jahr 2018 wieder eingestellt. Auf dem ehemaligen Sendeplatz von 4NEWS sendet heute der 24/7-HbbTV-Sender 4MEDIATHEK.
Puls 24 ging erstmal Ende Mai 2019 in der App Zappn an den Start. Geplant war der Start eines Pop-up-Kanals für Breaking-News-Inhalte. Bereits zum Start teilte man mit, dass „Pop-Up“ nicht auf ein baldiges Ende des neuen Senders hinweisen würde. Geschäftsführer Markus Breitenecker kündigte an, den Sender im Hinblick auf die Nationalratswahl 2019 ausbauen zu wollen.
Ende August 2019 wurde bekannt, dass der Sender auch via Antenne, Kabel und Satellit in HD ohne zusätzliche Kosten verbreitet wird. Sendestart dabei war der 1. September 2019 um 19:00 Uhr. Bundespräsident Alexander Van der Bellen betätigte den symbolischen roten Knopf und leitete den Sendestart somit offiziell ein.

## Programm

### Programmablauf
Am Vormittag wird der Sender das Frühstücksformat Café Puls übernehmen. Darauf folgt eine Live Strecke bis 12:00 Uhr, die zu jeder vollen und halben Stunde von News-Updates unterbrochen wird. Zu Mittag folgt die erste von zwei großen News-Shows. Um 20:15 Uhr startet die zweite große News-Show und um 21:00 findet täglich ein Talkshow mit wechselnder Moderation zu den verschiedensten Themenbereichen statt. Auch die Sendung "Pro&Contra" mit Puls 4 Infodirektorin Corinna Milborn wird auf dem neuen Sender Live ausgestrahlt und gleichzeitig für den Sender Puls 4 aufgezeichnet.
Im Trailer, der vor Sendebetrieb in Dauerschleife lief, gibt es weitere Informationen zum Programmablauf:
| Tag              | Zeit              | Sendung               | Weitere Infos |
| ---------------- | ----------------- | --------------------- | --- |
| Montag – Freitag | 05:30 – 10:00 Uhr | Café Puls             | - Übernahme des Signals von Puls 4                                                                                |
| k.A              | 10:05 – 10:25 Uhr | Das bringt der Tag    | |
| k.A              | 10:30 – 12:00 Uhr | Puls 24 Live          | |
| k. A.            | 12:00 – 13:00 Uhr | Newsroom Live         | - die erste der zwei großen News-Shows                                                                            |
| k. A.            | 13:00 – 15:30 Uhr | Puls 24 Aktuell       | |
| Montag – Freitag | 13:05 – 14:00 Uhr | Was Österreich bewegt | |
| k. A.            | 15:30 – 17:00 Uhr | Die Themen des Tages  | |
| Montag – Freitag | 20:15 – 21:00 Uhr | Newsroom Live         | - die zweite der zwei großen News-Shows                                                                           |
| Montag – Freitag | 21:00 – 21:55 Uhr | Talkshow              | - Mittwochs "Pro&Contra" Live mit Corinna Milborn - Jeden Wochentag ein anderes Format mit wechselnder Moderation |
| Samstag          | 20:15 Uhr         | Life is Live          | - Studiobasierte Show                                                                                             |

### Programmgestaltung
Grundsätzlich ist es nicht angedacht, Sendungen auf zwei Sendern der Gruppe parallel laufen zu lassen. Ausnahmen hierbei sind das "Café Puls"-Frühstücksfernsehen und zehn Hauptabend-Wahlshows zur Nationalratswahl 2019.
Der Sender besteht aus zwei Säulen, die erste ist dabei der News Bereich. Die zweite Säule zielt auf politische und gesellschaftliche relevante Ereignisse in Österreich und international ab. Ein solches Event ist das "4Gamechanger Festival", welches 2020 exklusiv auf Puls 24 zu sehen sein wird. Von Demos bis hin zu Pressekonferenzen, Digitalkonferenzen und -festivals oder Bälle sollen von Puls 24 gecovert werde.
Neben drei großen Studios, die bespielt werden sollen, sind fünf Reporter im ganzen Land unterwegs, um zu jeder Zeit auch einen Live-Einstieg zu ermöglichen.

### Sportübertragungen
Zum Start des neuen Senders sicherte sich die Sendergruppe neue Sportrechte, die auf Puls 24 gesendet werden. Unter anderem zeigt der Sender die National Football League, die ICE Hockey League und die UEFA Youth League. Seit der Saison 2021/22 überträgt der Sender Spiele der Deutschen Fußball-Bundesliga und ab der Saison 2022 alle Spiele der österreichischen Teams der European League of Football.

## Moderatoren
- Corinna Milborn
- René Ach[8]
- Clivia Treidl[8]

## Puls 24 – App
Zum TV-Sender wird auch eine dazugehörige App für iOS (Betriebssystem) und Android (Betriebssystem) angeboten. Neben einem Live-Stream gibt es weitere Features wie die "Trending Personalities". Dies sind Personen der Öffentlichkeit denen man als Nutzer der App "folgen" kann. Somit werden aktuelle Nachrichten zu der Person samt der dazugehörigen Quelle geliefert. Auch eigenproduzierte Videos und ein Nachrichten-Bereich gehören zum Hauptbestandteil der App.

## Empfang
Satellit: Über Satellit wird Puls 24 grundverschlüsselt in HD-Qualität ausgestrahlt. Für den Empfang ist eine ORF-Karte und ein HD-fähiges Empfangsgerät nötig.
ASTRA Digital 19,2° Ost
Modulation: DVB-S2 / 8 PSK
Transponder: 31
Empfangsfrequenz: 11.671 MHz
Symbolrate: 22.000
FEC: 2/3
Polarisation:Horizontal (H)
Kabel: Der Sender Puls 24 wird im Großteil der österreichischen Kabelnetze in HD-Qualität ausgestrahlt.
Antenne / SimpliTV: Puls 24 ist mit simpliTV Box oder simpliTV Modul über DVB-T2 empfangbar.
4NEWS: Empfangbar war "4NEWS" via Satellit, in einspeisenden Kabelnetzen, sowie ab 27. Oktober 2016 über DVB-T2 (simpliTV) auf Programmplatz 64. Für den Sendersuchlauf über Satellit waren folgende Parameter zu verwenden: Transponder 115 des Satelliten Astra 19,2 Grad Ost, Downlink-Frequenz: 12.663 GHz, Symbolrate 22.000, Polarisation: horizontal.